# CCDC124
CCDC124 (англ. Coiled-coil domain containing 124) – білок, який кодується однойменним геном, розташованим у людей на короткому плечі 19-ї хромосоми. Довжина поліпептидного ланцюга білка становить 223 амінокислот, а молекулярна маса — 25 835.
| 10         |  | 20         |  | 30         |  | 40         |  | 50         |
| ---------- |  | ---------- |  | ---------- |  | ---------- |  | ---------- |
| MPKKFQGENT |  | KSAAARARRA |  | EAKAAADAKK |  | QKELEDAYWK |  | DDDKHVMRKE |
| QRKEEKEKRR |  | LDQLERKKET |  | QRLLEEEDSK |  | LKGGKAPRVA |  | TSSKVTRAQI |
| EDTLRRDHQL |  | REAPDTAEKA |  | KSHLEVPLEE |  | NVNRRVLEEG |  | SVEARTIEDA |
| IAVLSVAEEA |  | ADRHPERRMR |  | AAFTAFEEAQ |  | LPRLKQENPN |  | MRLSQLKQLL |
| KKEWLRSPDN |  | PMNQRAVPFN |  | APK        |  |            |  |            |

A: Аланін

D: Аспарагінова кислота

E: Глутамінова кислота

F: Фенілаланін

G: Гліцин

H: Гістидин

I: Ізолейцин

K: Лізин

L: Лейцин

M: Метіонін

N: Аспарагін

P: Пролін

Q: Глутамін

R: Аргінін

S: Серин

T: Треонін

V: Валін

W: Триптофан

Кодований геном білок за функцією належить до фосфопротеїнів. 
Задіяний у таких біологічних процесах, як клітинний цикл, поділ клітини. 
Локалізований у цитоплазмі, цитоскелеті.